# Convocazioni alla World League di pallavolo 2014
Elenco dei giocatori convocati per la World League 2014.

## Gruppo 1

### Brasile
| N° | Nome                | Ruolo | Data di nascita  | Squadra        |
| -- | ------------------- | ----- | ---------------- | -------------- |
| -  | Bernardo de Rezende | All.  | 25 agosto 1959   | Rio de Janeiro |
| 1  | Bruno de Rezende    | P     | 2 luglio 1986    | Modena         |
| 2  | Isac Santos         | C     | 13 dicembre 1990 | Sada           |
| 3  | Éder Carbonera      | C     | 19 ottobre 1983  | Sada           |
| 4  | Wallace de Souza    | O     | 26 giugno 1987   | Sada           |
| 5  | Sidnei dos Santos   | C     | 9 luglio 1982    | Sesi           |
| 6  | Leandro Vissotto    | O     | 30 aprile 1983   | KEPCO Vixtorm  |
| 8  | Murilo Endres       | S     | 3 maggio 1981    | Sesi           |
| 9  | Théo Lopes          | O     | 31 agosto 1983   | UPCN           |
| 10 | Ricardo Lucarelli   | S     | 14 febbraio 1992 | Sesi           |
| 11 | Felipe da Silva     | L     | 25 agosto 1990   | São Bernardo   |
| 12 | Luiz Fonteles       | S     | 19 giugno 1984   | Fenerbahçe     |
| 14 | Rafael de Araújo    | O     | 13 giugno 1991   | Funvic         |
| 15 | Gustavo Bonatto     | C     | 2 gennaio 1986   | BVC            |
| 16 | Lucas Saatkamp      | C     | 6 marzo 1986     | Sesi           |
| 18 | Maurício Silva      | S     | 4 febbraio 1989  | Minas          |
| 19 | Mário Pedreira      | L     | 3 maggio 1982    | RJ             |
| 20 | Raphael de Oliveira | P     | 14 giugno 1979   | Halkbank       |
| 21 | Douglas de Souza    | S     | 20 agosto 1995   | São Bernardo   |
| 22 | Lucas Lóh           | S     | 18 gennaio 1991  | Minas          |

### Bulgaria
| N° | Nome               | Ruolo | Data di nascita  | Squadra             |
| -- | ------------------ | ----- | ---------------- | ------------------- |
| -  | Camillo Placì      | All.  | 11 novembre 1956 | -                   |
| 1  | Georgi Bratoev     | P     | 21 ottobre 1987  | Lokomotyv Charkiv   |
| 2  | Vencislav Trifonov | C     | 19 gennaio 1992  | Marek Junion-Ivkoni |
| 3  | Zlatan Jordanov    | S     | 2 marzo 1991     | Saint-Nazaire       |
| 4  | Martin Božilov     | L     | 11 aprile 1988   | Marek Junion-Ivkoni |
| 5  | Ivan Latunov       | C     | 29 giugno 1990   | Levski Bool         |
| 6  | Danail Milušev     | O     | 3 febbraio 1984  | Spacer's Toulouse   |
| 8  | Todor Skrimov      | S     | 9 gennaio 1990   | Top Volley Latina   |
| 9  | Dobromir Dimitrov  | P     | 7 luglio 1991    | Gabrovo             |
| 10 | Valentin Bratoev   | S     | 21 ottobre 1987  | Friedrichshafen     |
| 11 | Georgi Seganov     | O     | 10 giugno 1993   | CSKA Sofia          |
| 12 | Viktor Josifov     | C     | 16 ottobre 1985  | Friedrichshafen     |
| 13 | Teodor Salparov    | L     | 16 agosto 1982   | ASUL Lyon           |
| 15 | Todor Aleksiev     | S     | 21 aprile 1983   | Gazprom-Jugra       |
| 16 | Simeon Aleksandrov | S     | 18 febbraio 1988 | Levski Bool         |
| 17 | Nikolaj Penčev     | S     | 22 maggio 1992   | Asseco Resovia      |
| 18 | Nikolaj Nikolov    | C     | 29 luglio 1986   | Matin Varamin       |
| 19 | Cvetan Sokolov     | O     | 31 dicembre 1989 | Trentino            |
| 20 | Venelin Kadankov   | O     | 31 agosto 1987   | Marek Junion-Ivkoni |
| 21 | Krasimir Georgiev  | C     | 13 febbraio 1995 | CSKA Sofia          |

### Iran
| N° | Nome                 | Ruolo | Data di nascita   | Squadra            |
| -- | -------------------- | ----- | ----------------- | ------------------ |
| -  | Slobodan Kovać       | All.  | 13 settembre 1967 | Sir Safety Perugia |
| 1  | Shahram Mahmoudi     | O     | 20 luglio 1988    | Matin Varamin      |
| 2  | Saeed Mostafavand    | C     | 4 febbraio 1983   | Urmia              |
| 3  | Saman Faezi          | C     | 23 agosto 1991    | Paykan             |
| 4  | Saeid Marouf         | P     | 20 ottobre 1985   | Matin Varamin      |
| 5  | Farhad Ghaemi        | S     | 28 agosto 1989    | Barij Essence      |
| 6  | Mohammad Mousavi     | C     | 22 agosto 1987    | Matin Varamin      |
| 7  | Pourya Fayazi        | S     | 12 gennaio 1993   | Urmia              |
| 8  | Farhad Zarif         | L     | 3 marzo 1983      | Kalleh Mazandaran  |
| 9  | Adel Gholami         | C     | 9 febbraio 1986   | Kalleh Mazandaran  |
| 10 | Amir Ghafour         | O     | 6 giugno 1991     | Barij Essence      |
| 12 | Mojtaba Mirzajanpour | S     | 7 ottobre 1991    | Matin Varamin      |
| 13 | Mehdi Mahdavi        | P     | 13 febbraio 1984  | Barij Essence      |
| 15 | Abdolreza Alizadeh   | L     | 19 febbraio 1987  | Kalleh Mazandaran  |
| 16 | Armin Tashakkori     | C     | 8 dicembre 1986   | Barij Essence      |
| 17 | Reza Ghara           | O     | 31 luglio 1991    | Kalleh Mazandaran  |
| 20 | Alireza Mobasheri    | S     | 10 giugno 1988    | Mizan Khorasan     |
| 22 | Milad Ebadipour      | S     | 17 ottobre 1993   | Kalleh Mazandaran  |

### Italia
| N° | Nome               | Ruolo | Data di nascita   | Squadra            |
| -- | ------------------ | ----- | ----------------- | ------------------ |
| -  | Mauro Berruto      | All.  | 8 maggio 1969     | -                  |
| 1  | Thomas Beretta     | C     | 18 aprile 1990    | Modena             |
| 2  | Jiří Kovář         | S     | 10 aprile 1989    | Lube               |
| 3  | Simone Parodi      | S     | 16 giugno 1986    | Lube               |
| 4  | Luca Vettori       | O     | 26 aprile 1991    | Piacenza           |
| 5  | Antonio Corvetta   | P     | 28 settembre 1977 | Città di Castello  |
| 6  | Gabriele Maruotti  | S     | 25 marzo 1988     | Piemonte           |
| 7  | Salvatore Rossini  | L     | 13 luglio 1986    | Top Volley Latina  |
| 8  | Davide Saitta      | P     | 23 giugno 1987    | Molfetta           |
| 9  | Ivan Zaytsev       | O     | 2 ottobre 1988    | Lube               |
| 10 | Filippo Lanza      | S     | 3 marzo 1991      | Trentino           |
| 11 | Simone Buti        | C     | 19 settembre 1983 | Sir Safety Perugia |
| 13 | Dragan Travica     | P     | 28 agosto 1986    | Belogor'e          |
| 14 | Matteo Piano       | C     | 24 ottobre 1990   | Città di Castello  |
| 15 | Emanuele Birarelli | C     | 8 febbraio 1981   | Trentino           |
| 16 | Michele Baranowicz | P     | 5 agosto 1989     | Lube               |
| 17 | Andrea Giovi       | L     | 19 agosto 1983    | Sir Safety Perugia |
| 18 | Giulio Sabbi       | O     | 10 agosto 1989    | Molfetta           |
| 19 | Simone Anzani      | C     | 24 febbraio 1992  | BluVolley Verona   |
| 20 | Massimo Colaci     | L     | 21 febbraio 1985  | Trentino           |
| 22 | Luigi Randazzo     | S     | 30 aprile 1994    | Callipo            |

### Polonia
| N° | Nome               | Ruolo | Data di nascita   | Squadra              |
| -- | ------------------ | ----- | ----------------- | -------------------- |
| -  | Stéphane Antiga    | All.  | 3 febbraio 1976   | Skra Bełchatów       |
| 1  | Piotr Nowakowski   | C     | 18 dicembre 1987  | Asseco Resovia       |
| 2  | Michał Winiarski   | S     | 28 settembre 1983 | Fakel                |
| 3  | Dawid Konarski     | O     | 31 agosto 1989    | Asseco Resovia       |
| 6  | Bartosz Kurek      | S     | 29 agosto 1988    | Lube                 |
| 7  | Karol Kłos         | C     | 8 agosto 1989     | Skra Bełchatów       |
| 8  | Andrzej Wrona      | C     | 27 dicembre 1988  | Skra Bełchatów       |
| 9  | Grzegorz Bociek    | O     | 6 giugno 1991     | ZAKSA                |
| 10 | Mariusz Wlazły     | O     | 4 agosto 1983     | Skra Bełchatów       |
| 11 | Fabian Drzyzga     | P     | 3 gennaio 1990    | Asseco Resovia       |
| 12 | Paweł Woicki       | P     | 19 giugno 1983    | Łuczniczka Bydgoszcz |
| 14 | Michał Ruciak      | S     | 22 agosto 1983    | ZAKSA                |
| 15 | Łukasz Żygadło     | P     | 2 agosto 1979     | Zenit-Kazan          |
| 16 | Krzysztof Ignaczak | L     | 15 maggio 1978    | Asseco Resovia       |
| 17 | Paweł Zatorski     | L     | 21 giugno 1990    | Skra Bełchatów       |
| 19 | Wojciech Ferens    | S     | 5 aprile 1991     | ZAKSA                |
| 20 | Mateusz Mika       | S     | 21 gennaio 1991   | Montpellier          |
| 21 | Rafał Buszek       | S     | 28 aprile 1987    | AZS Olsztyn          |
| 22 | Łukasz Perłowski   | C     | 3 aprile 1984     | Asseco Resovia       |

### Russia
| N° | Nome               | Ruolo | Data di nascita | Squadra               |
| -- | ------------------ | ----- | --------------- | --------------------- |
| -  | Andrej Voronkov    | All.  | 19 maggio 1967  | Lokomotiv Novosibirsk |
| 1  | Dmitrij Kovalëv    | P     | 15 marzo 1991   | Prikam'e              |
| 2  | Sergej Makarov     | P     | 28 marzo 1980   | Kuzbass               |
| 3  | Nikolaj Apalikov   | C     | 26 agosto 1982  | Zenit-Kazan           |
| 4  | Taras Chtej        | S     | 22 maggio 1982  | Belogor'e             |
| 5  | Sergej Grankin     | P     | 21 gennaio 1985 | Dinamo Mosca          |
| 7  | Nikolaj Pavlov     | O     | 22 maggio 1982  | Gubernija             |
| 8  | Denis Birjukov     | S     | 8 dicembre 1988 | Dinamo Mosca          |
| 9  | Aleksej Spiridonov | S     | 26 giugno 1988  | Fakel                 |
| 10 | Sergej Savin       | S     | 7 ottobre 1988  | Gubernija             |
| 11 | Aleksej Ostapenko  | C     | 26 maggio 1986  | Gubernija             |
| 12 | Artem Smoljar      | C     | 4 febbraio 1985 | Gazprom-Jugra         |
| 13 | Dmitrij Musėrskij  | C     | 29 ottobre 1988 | Belogor'e             |
| 14 | Artëm Vol'vič      | C     | 22 gennaio 1990 | Lokomotiv Novosibirsk |
| 15 | Dmitrij Il'inych   | S     | 31 gennaio 1987 | Belogor'e             |
| 16 | Aleksej Verbov     | L     | 31 gennaio 1982 | Zenit-Kazan           |
| 18 | Aleksej Rodičev    | S     | 24 marzo 1988   | Gazprom-Jugra         |
| 20 | Artëm Ermakov      | L     | 16 marzo 1982   | Dinamo Mosca          |
| 21 | Valentin Golubev   | L     | 3 maggio 1992   | Lokomotiv Novosibirsk |
| 22 | Denis Zemčënok     | O     | 11 agosto 1987  | Dinamo Krasnodar      |

### Serbia
| N° | Nome                    | Ruolo | Data di nascita  | Squadra            |
| -- | ----------------------- | ----- | ---------------- | ------------------ |
| -  | Igor Kolaković          | All.  | 4 giugno 1965    | Cannes             |
| 1  | Nikola Kovačević        | S     | 14 febbraio 1983 | BluVolley Verona   |
| 2  | Uroš Kovačević          | S     | 6 maggio 1993    | Modena             |
| 3  | Marko Ivović            | S     | 22 dicembre 1990 | Paris              |
| 4  | Nemanja Petrić          | S     | 28 luglio 1987   | Sir Safety Perugia |
| 5  | Vlado Petković          | P     | 6 gennaio 1983   | Urmia              |
| 7  | Dragan Stanković        | C     | 18 ottobre 1985  | Lube               |
| 9  | Nikola Jovović          | P     | 13 febbraio 1992 | Friedrichshafen    |
| 10 | Miloš Nikić             | S     | 31 marzo 1986    | Gubernija          |
| 13 | Dušan Petković          | O     | 27 gennaio 1992  | Stella Rossa       |
| 14 | Aleksandar Atanasijević | O     | 4 settembre 1991 | Sir Safety Perugia |
| 16 | Aleksa Brđović          | P     | 29 luglio 1993   | Skra Bełchatów     |
| 17 | Neven Majstorović       | L     | 17 marzo 1989    | Partizan           |
| 18 | Marko Podraščanin       | C     | 29 agosto 1987   | Lube               |
| 19 | Nikola Rosić            | L     | 5 agosto 1984    | Lugano             |
| 20 | Srećko Lisinac          | C     | 17 maggio 1992   | Charlottenburg     |

### Stati Uniti
| N° | Nome               | Ruolo | Data di nascita  | Squadra              |
| -- | ------------------ | ----- | ---------------- | -------------------- |
| -  | John Speraw        | All.  | 18 ottobre 1971  | UC Los Angeles       |
| 1  | Matthew Anderson   | O     | 18 aprile 1987   | Zenit-Kazan          |
| 2  | Sean Rooney        | S     | 13 novembre 1982 | Woori Card Hansae    |
| 3  | Taylor Sander      | S     | 17 marzo 1992    | Brigham Young        |
| 4  | David Lee          | C     | 8 marzo 1982     | Shanghai             |
| 6  | Paul Lotman        | S     | 3 novembre 1985  | Asseco Resovia       |
| 7  | Kawika Shoji       | P     | 11 novembre 1987 | Charlottenburg       |
| 8  | William Priddy     | S     | 1º ottobre 1977  | -                    |
| 10 | Antonio Ciarelli   | S     | 13 aprile 1990   | -                    |
| 11 | Micah Christenson  | P     | 8 maggio 1993    | Southern California  |
| 12 | Russell Holmes     | C     | 1º luglio 1982   | İstanbul BB          |
| 15 | Carson Clark       | O     | 20 gennaio 1989  | Łuczniczka Bydgoszcz |
| 17 | Maxwell Holt       | C     | 12 marzo 1987    | Dinamo Mosca         |
| 18 | Garrett Muagututia | S     | 26 febbraio 1988 | Łuczniczka Bydgoszcz |
| 20 | David Smith        | C     | 15 maggio 1985   | Tours                |
| 22 | Erik Shoji         | L     | 24 agosto 1989   | Tirol                |

## Gruppo 2

### Argentina
| N° | Nome               | Ruolo | Data di nascita  | Squadra             |
| -- | ------------------ | ----- | ---------------- | ------------------- |
| -  | Julio Velasco      | All.  | 9 febbraio 1952  | -                   |
| 1  | Agustín Ramonda    | S     | 2 giugno 1991    | Boca Juniors        |
| 2  | Javier Filardi     | S     | 7 febbraio 1980  | UPCN                |
| 3  | Gustavo Porporatto | C     | 7 maggio 1981    | La Unión de Formosa |
| 4  | Sebastián Garrocq  | L     | 27 novembre 1979 | UPCN                |
| 5  | Nicolás Uriarte    | P     | 21 marzo 1990    | Skra Bełchatów      |
| 6  | Pablo Bengolea     | S     | 8 maggio 1986    | AZS Olsztyn         |
| 7  | Facundo Conte      | S     | 25 agosto 1989   | Skra Bełchatów      |
| 8  | Demián González    | P     | 21 febbraio 1983 | î UPCN              |
| 9  | Rodrigo Quiroga    | S     | 23 marzo 1987    | VBCE                |
| 10 | Jose Luiz González | O     | 27 dicembre 1984 | Bielsko-Bialskie    |
| 11 | Sebastián Solé     | C     | 12 giugno 1991   | Trentino            |
| 12 | Federico Pereyra   | O     | 19 giugno 1988   | Maaseik             |
| 13 | Facundo Imhoff     | C     | 25 gennaio 1989  | Lomas               |
| 14 | Pablo Crer         | C     | 12 giugno 1989   | Callipo             |
| 15 | Luciano De Cecco   | P     | 2 giugno 1988    | Piacenza            |
| 16 | Martín Ramos       | C     | 26 agosto 1991   | UPCN                |
| 18 | Lucas Ocampo       | S     | 20 marzo 1986    | Lomas               |
| 19 | Maximiliano Gauna  | C     | 29 aprile 1989   | Sarmiento           |
| 20 | Alejandro Toro     | S     | 20 luglio 1989   | Lomas               |
| 21 | Sebastián Closter  | L     | 13 maggio 1989   | Bolívar             |

### Australia
| N° | Nome                  | Ruolo | Data di nascita   | Squadra           |
| -- | --------------------- | ----- | ----------------- | ----------------- |
| -  | Jon Uriarte           | All.  | 15 ottobre 1961   | -                 |
| 1  | Aidan Zingel          | C     | 19 novembre 1990  | BluVolley Verona  |
| 2  | Jacob Guymer          | C     | 21 giugno 1993    | Örkelljunga       |
| 3  | Nathan Roberts        | S     | 17 febbraio 1986  | Lugano            |
| 4  | Paul Sanderson        | S     | 7 gennaio 1986    | Saimaa            |
| 5  | Travis Passier        | C     | 26 aprile 1989    | ?                 |
| 6  | Thomas Edgar          | O     | 21 giugno 1989    | LIG Greaters      |
| 7  | Harrison Peacock      | P     | 31 gennaio 1991   | AIS               |
| 9  | Adam White            | S     | 8 novembre 1989   | BluVolley Verona  |
| 10 | Benjamin Bell         | P     | 24 febbraio 1990  | Ślepsk Suwałki    |
| 11 | Luke Perry            | L     | 20 novembre 1995  | AIS               |
| 12 | Nehemiah Mote         | C     | 21 giugno 1993    | AIS               |
| 13 | Samuel Walker         | S     | 19 febbraio 1995  | Linköpings        |
| 14 | Grigory Sukochev      | P     | 18 febbraio 1988  | -                 |
| 15 | Thomas Douglas-Powell | S     | 16 settembre 1992 | Winnipeg          |
| 16 | Luke Smith            | O     | 30 agosto 1990    | Příbram           |
| 17 | Paul Carroll          | O     | 16 maggio 1986    | Charlottenburg    |
| 18 | Lincoln Williams      | O     | 6 ottobre 1993    | Corigliano Volley |
| 21 | Arshdeep Dosanjh      | P     | 30 luglio 1996    | AIS               |

### Belgio
| N° | Nome                 | Ruolo | Data di nascita  | Squadra             |
| -- | -------------------- | ----- | ---------------- | ------------------- |
| -  | Dominique Baeyens    | All.  | 21 febbraio 1956 | -                   |
| 1  | Bram Van den Dries   | O     | 14 agosto 1989   | Beauvais            |
| 2  | Hendrik Tuerlinckx   | O     | 1º dicembre 1987 | Roeselare           |
| 3  | Sam Deroo            | S     | 29 aprile 1992   | Modena              |
| 4  | Pieter Coolman       | C     | 24 aprile 1989   | Roeselare           |
| 5  | Frank Depestele      | P     | 3 settembre 1977 | Beauvais            |
| 6  | Stijn Dejonckheere   | L     | 21 gennaio 1988  | Roeselare           |
| 8  | Kévin Klinkenberg    | S     | 4 ottobre 1990   | Tours               |
| 9  | Pieter Verhees       | C     | 8 dicembre 1989  | Top Volley Latina   |
| 10 | Simon Van de Voorde  | C     | 19 dicembre 1989 | Jastrzębski Węgiel  |
| 11 | Matthijs Verhanneman | S     | 8 dicembre 1988  | Roeselare           |
| 12 | Gert van Walle       | S     | 7 agosto 1987    | Città di Castello   |
| 14 | Bert Derkoningen     | L     | 10 luglio 1982   | Maaseik             |
| 16 | Matthias Valkiers    | P     | 8 aprile 1990    | Maaseik             |
| 18 | Seppe Baetens        | S     | 13 febbraio 1989 | Topvolley Antwerpen |
| 19 | Martijn Colson       | C     | 8 aprile 1994    | Topvolley Antwerpen |
| 21 | François Lecat       | S     | 19 aprile 1993   | Maaseik             |
| 22 | Yves Kruyner         | P     | 10 maggio 1990   | Duvel Puurs         |

### Canada
| N° | Nome                 | Ruolo | Data di nascita   | Squadra           |
| -- | -------------------- | ----- | ----------------- | ----------------- |
| -  | Glenn Hoag           | All.  | 6 dicembre 1958   | Arkas             |
| 1  | Tyler Sanders        | P     | 14 dicembre 1991  | Lycurgus          |
| 2  | John Perrin          | S     | 17 agosto 1989    | Arkas             |
| 3  | Daniel Lewis         | L     | 3 aprile 1976     | ZAKSA             |
| 4  | Jason DeRocco        | S     | 19 settembre 1989 | Nantes            |
| 5  | Rudy Verhoeff        | C     | 24 giugno 1989    | Chaumont          |
| 6  | Justin Duff          | C     | 10 maggio 1988    | Jakarta Pertamina |
| 7  | Dallas Soonias       | O     | 25 aprile 1984    | Fujian            |
| 8  | Adam Simac           | C     | 9 agosto 1983     | Lugano            |
| 9  | Dustin Schneider     | P     | 27 febbraio 1985  | ZAKSA             |
| 10 | Toontje van Lankvelt | S     | 1º luglio 1984    | ASUL Lyon         |
| 12 | Gavin Schmitt        | O     | 27 gennaio 1986   | Arkas             |
| 15 | Frederic Winters     | S     | 25 settembre 1982 | Beijing           |
| 17 | Graham Vigrass       | C     | 17 giugno 1989    | Arago de Sète     |
| 18 | Nicholas Hoag        | S     | 19 agosto 1992    | Tours             |
| 20 | Ciaran McGovern      | P     | 5 giugno 1989     | Dürener           |
| 21 | Jay Blankenau        | P     | 27 settembre 1989 | Nikī Aiginio      |
| 22 | Steven Marshall      | S     | 23 novembre 1989  | -                 |

### Corea del Sud
| N° | Nome            | Ruolo | Data di nascita   | Squadra            |
| -- | --------------- | ----- | ----------------- | ------------------ |
| -  | Park Ki-won     | All.  | 25 agosto 1951    | -                  |
| 1  | Song Myung-geun | S     | 12 marzo 1993     | Rush & Cash Vespid |
| 2  | Han Sun-soo     | P     | 16 dicembre 1985  | Korean Air Jumbos  |
| 4  | Jeong Min-su    | L     | 5 ottobre 1991    | Woori Card Hansae  |
| 6  | Lee Min-gyu     | P     | 3 dicembre 1992   | Rush & Cash Vespid |
| 7  | Lee Sun-kyu     | C     | 14 marzo 1981     | Samsung Bluefangs  |
| 8  | Park Sang-ha    | C     | 4 aprile 1986     | Sangmu             |
| 9  | Kwak Seung-suk  | S     | 23 marzo 1988     | Korean Air Jumbos  |
| 10 | Bu Yong-chan    | L     | 30 novembre 1989  | LIG Greaters       |
| 11 | Choi Min-ho     | C     | 28 aprile 1988    | Hyundai Skywalkers |
| 12 | Jeon Kwang-in   | S     | 18 settembre 1991 | KEPCO Vixtorm      |
| 13 | Park Chul-woo   | S     | 25 luglio 1985    | Samsung Bluefangs  |
| 14 | Lee Kang-joo    | L     | 30 giugno 1983    | Samsung Bluefangs  |
| 15 | Kim Jung-hwan   | S     | 23 marzo 1988     | Woori Card Hansae  |
| 17 | Seo Jae-duck    | O     | 21 luglio 1989    | KEPCO Vixtorm      |
| 18 | Ha Hyun-yong    | C     | 9 maggio 1982     | LIG Greaters       |
| 22 | Shin Yung-suk   | C     | 4 ottobre 1986    | Woori Card Hansae  |

### Finlandia
| N° | Nome                | Ruolo | Data di nascita   | Squadra               |
| -- | ------------------- | ----- | ----------------- | --------------------- |
| -  | Tuomas Sammelvuo    | All.  | 16 febbraio 1976  | Lokomotiv Novosibirsk |
| 1  | Ville Juntura       | P     | 26 marzo 1988     | Saimaa                |
| 2  | Eemi Tervaportti    | P     | 26 luglio 1989    | Roeselare             |
| 3  | Mikko Esko          | P     | 3 settembre 1978  | Gubernija             |
| 4  | Lauri Kerminen      | L     | 18 gennaio 1993   | Kokkolan Tiikerit     |
| 5  | Antti Siltala       | S     | 14 marzo 1984     | Gazélec Ajaccio       |
| 6  | Niklas Seppänen     | S     | 30 giugno 1993    | Kokkolan Tiikerit     |
| 7  | Eemeli Kouki        | S     | 26 ottobre 1991   | Perungan Pojat        |
| 8  | Elviss Krastiņš     | S     | 15 settembre 1994 | Vammalan              |
| 9  | Tommi Siirilä       | C     | 5 agosto 1993     | Pielaveden Sampo      |
| 10 | Urpo Sivula         | S     | 15 marzo 1988     | Arkas                 |
| 12 | Olli Kunnari        | S     | 2 febbraio 1982   | Vammalan              |
| 13 | Mikko Oivanen       | O     | 26 maggio 1986    | Fujian                |
| 14 | Konstantin Shumov   | C     | 15 febbraio 1985  | Unterhaching          |
| 15 | Matti Oivanen       | C     | 26 maggio 1986    | AZS Olsztyn           |
| 16 | Olli-Pekka Ojansivu | O     | 31 dicembre 1987  | Kokkolan Tiikerit     |
| 18 | Jukka Lehtonen      | C     | 22 febbraio 1982  | Lugano                |
| 21 | Aleksi Mutka        | L     | 23 marzo 1995     | Rantaperkiön Isku     |
| 22 | Joni Savimäki       | S     | 28 gennaio 1991   | Liiga-Riento          |

### Francia
| N° | Nome              | Ruolo | Data di nascita  | Squadra            |
| -- | ----------------- | ----- | ---------------- | ------------------ |
| -  | Laurent Tillie    | All.  | 1º dicembre 1963 | -                  |
| 1  | Jonas Aguenier    | C     | 28 aprile 1992   | Nantes             |
| 2  | Jenia Grebennikov | L     | 13 agosto 1990   | Friedrichshafen    |
| 4  | Antonin Rouzier   | O     | 18 agosto 1986   | Piemonte           |
| 6  | Benjamin Toniutti | P     | 30 ottobre 1989  | Porto Robur Costa  |
| 7  | Kévin Tillie      | S     | 2 novembre 1990  | Porto Robur Costa  |
| 9  | Earvin N'Gapeth   | S     | 12 febbraio 1991 | Kuzbass            |
| 10 | Kévin Le Roux     | C     | 11 maggio 1989   | Piacenza           |
| 12 | Baptiste Geiler   | S     | 12 marzo 1987    | Friedrichshafen    |
| 14 | Nicolas Le Goff   | C     | 15 febbraio 1992 | Montpellier        |
| 15 | Samuel Tuia       | S     | 24 luglio 1986   | Skra Bełchatów     |
| 16 | Nicolas Maréchal  | S     | 4 marzo 1987     | Jastrzębski Węgiel |
| 17 | Franck Lafitte    | C     | 8 marzo 1989     | Montpellier        |
| 21 | Mory Sidibé       | O     | 17 giugno 1987   | Paris              |
| 22 | Toafa Takaniko    | P     | 29 maggio 1985   | Arago de Sète      |

### Germania
| N° | Nome                | Ruolo | Data di nascita  | Squadra              |
| -- | ------------------- | ----- | ---------------- | -------------------- |
| -  | Vital Heynen        | All.  | 12 giugno 1969   | Łuczniczka Bydgoszcz |
| 1  | Christian Fromm     | S     | 15 agosto 1990   | Città di Castello    |
| 2  | Markus Steuerwald   | L     | 7 marzo 1989     | Paris                |
| 3  | Ruben Schott        | S     | 8 luglio 1994    | Charlottenburg       |
| 5  | Sebastian Kühner    | P     | 15 marzo 1987    | Charlottenburg       |
| 6  | Denys Kaliberda     | S     | 24 giugno 1990   | Piacenza             |
| 7  | Dirk Westphal       | S     | 31 gennaio 1986  | Czarni Radom         |
| 8  | Marcus Böhme        | C     | 25 agosto 1985   | Unterhaching         |
| 9  | Jan Zimmermann      | P     | 12 febbraio 1993 | Friedrichshafen      |
| 10 | Jochen Schöps       | O     | 8 ottobre 1983   | Asseco Resovia       |
| 11 | Lukas Kampa         | P     | 29 novembre 1986 | Modena               |
| 12 | Ferdinand Tille     | L     | 8 dicembre 1988  | Unterhaching         |
| 13 | Simon Hirsch        | O     | 3 aprile 1992    | Unterhaching         |
| 14 | Tom Strohbach       | S     | 27 maggio 1992   | Unterhaching         |
| 15 | Tim Broshog         | C     | 2 dicembre 1987  | Moerser              |
| 16 | Marvin Prolingheuer | O     | 29 giugno 1990   | Bühl                 |
| 18 | Michael Andrei      | C     | 6 agosto 1985    | Saint-Nazaire        |
| 19 | Björn Höhne         | S     | 27 marzo 1991    | Bühl                 |
| 20 | Philipp Collin      | C     | 28 ottobre 1990  | Tours                |
| 21 | Jaromir Zachrich    | C     | 14 aprile 1985   | Dürener              |

### Giappone
| N° | Nome                | Ruolo | Data di nascita  | Squadra              |
| -- | ------------------- | ----- | ---------------- | -------------------- |
| -  | Masashi Nambu       | All.  | 6 agosto 1967    | Panasonic Panthers   |
| 1  | Kunihiro Shimizu    | O     | 11 agosto 1986   | Panasonic Panthers   |
| 2  | Shinji Takahashi    | P     | 16 luglio 1980   | JTEKT Stings         |
| 3  | Kongoh Oh           | P     | 12 maggio 1984   | Toray Arrows         |
| 4  | Koichiro Koga       | L     | 30 agosto 1984   | Toyoda Trefuerza     |
| 5  | Shogo Toimoto       | C     | 25 giugno 1987   | JT Thunders          |
| 7  | Yū Koshikawa        | S     | 30 giugno 1984   | JT Thunders          |
| 8  | Ryusuke Tsubakiyama | O     | 18 luglio 1988   | Suntory Sunbirds     |
| 9  | Dai Tezuka          | S     | 18 novembre 1988 | FC Tokyo             |
| 10 | Shunsuke Chijiki    | S     | 6 settembre 1989 | Sakai Blazers        |
| 11 | Hideoki Eto         | C     | 27 dicembre 1989 | FC Tokyo             |
| 12 | Naoya Shiraiwa      | S     | 15 febbraio 1990 | Toyoda Trefuerza     |
| 13 | Hideomi Fukatsu     | P     | 1º giugno 1990   | Panasonic Panthers   |
| 15 | Tatsuya Fukuzawa    | S     | 1º luglio 1986   | Panasonic Panthers   |
| 16 | Takashi Dekita      | O     | 13 agosto 1991   | Sakai Blazers        |
| 17 | Takeshi Nagano      | L     | 11 luglio 1985   | Panasonic Panthers   |
| 19 | Yamato Fushimi      | C     | 24 dicembre 1991 | Toray Arrows         |
| 20 | Satoshi Tsuiki      | L     | 16 gennaio 1992  | Toray Arrows         |
| 21 | Akihiro Yamauchi    | C     | 30 novembre 1993 | Aichi Gakuin Daigaku |

### Paesi Bassi
| N° | Nome                 | Ruolo | Data di nascita   | Squadra             |
| -- | -------------------- | ----- | ----------------- | ------------------- |
| -  | Edwin Benne          | All.  | 21 aprile 1965    | -                   |
| 1  | Nimir Abdel-Aziz     | P     | 5 febbraio 1992   | Ziraat Bankası      |
| 2  | Yannick van Harskamp | P     | 2 aprile 1986     | Topvolley Antwerpen |
| 4  | Thijs ter Horst      | S     | 18 settembre 1991 | BluVolley Verona    |
| 7  | Gijs Jorna           | L     | 30 maggio 1989    | Topvolley Antwerpen |
| 8  | Bas van Bemmelen     | C     | 18 agosto 1989    | Bühl                |
| 9  | Ewoud Gommans        | S     | 17 novembre 1990  | Unterhaching        |
| 10 | Jeroen Rauwerdink    | S     | 13 settembre 1985 | Piemonte            |
| 11 | Dick Kooy            | S     | 3 dicembre 1987   | ZAKSA               |
| 13 | Maarten van Garderen | S     | 24 gennaio 1990   | Beauvais            |
| 15 | Thomas Koelewijn     | C     | 18 dicembre 1988  | Topvolley Antwerpen |
| 16 | Robin Overbeeke      | O     | 21 marzo 1989     | Asse-Lennik         |
| 17 | Michaël Parkinson    | C     | 23 novembre 1991  | Maaseik             |
| 18 | Robbert Andringa     | S     | 28 aprile 1990    | Asse-Lennik         |
| 19 | Dirk Sparidans       | L     | 5 marzo 1989      | Asse-Lennik         |
| 20 | Jasper Diefenbach    | C     | 17 marzo 1988     | Duvel Puurs         |
| 22 | Nico Freriks         | P     | 22 dicembre 1981  | Kalleh Mazandaran   |

### Portogallo
| N° | Nome               | Ruolo | Data di nascita   | Squadra           |
| -- | ------------------ | ----- | ----------------- | ----------------- |
| -  | Hugo Silva         | All.  | 19 settembre 1973 | -                 |
| 1  | Marcel Gil         | C     | 8 maggio 1990     | Benfica           |
| 2  | Ivo Aniceto        | C     | 25 maggio 1987    | Castêlo da Maia   |
| 4  | Idner Martins      | S     | 19 dicembre 1978  | Tjumen            |
| 5  | Marco Ferreira     | O     | 4 ottobre 1987    | Espinho           |
| 6  | Alexandre Ferreira | S     | 13 novembre 1991  | Trentino          |
| 7  | Ivo Casas          | L     | 21 settembre 1992 | Castêlo da Maia   |
| 8  | Tiago Violas       | P     | 27 marzo 1989     | Vitória           |
| 11 | João Oliveira      | S     | 31 luglio 1995    | Benfica           |
| 12 | João José          | C     | 7 giugno 1978     | Fonte do Bastardo |
| 13 | Valdir Sequeira    | O     | 22 novembre 1981  | Aich/Dob          |
| 17 | Miguel Tavares     | P     | 2 marzo 1993      | Benfica           |
| 19 | Manuel Silva       | O     | 28 dicembre 1973  | Espinho           |
| 21 | José Vieira        | S     | 6 giugno 1983     | Marítimo          |

### Rep. Ceca
| N° | Nome             | Ruolo | Data di nascita   | Squadra          |
| -- | ---------------- | ----- | ----------------- | ---------------- |
| -  | Zdeněk Šmejkal   | All.  | 24 settembre 1961 | Ostrava          |
| 1  | Jakub Veselý     | C     | 2 settembre 1986  | AZS Częstochowa  |
| 2  | Zdeněk Haník     | P     | 11 luglio 1986    | Ostrava          |
| 3  | Radek Mach       | C     | 28 settembre 1984 | České Budějovice |
| 4  | Tomas Hyský      | S     | 2 novembre 1983   | Dukla Liberec    |
| 5  | Jiří Král        | C     | 8 luglio 1981     | Beauvais         |
| 6  | Karel Linz       | S     | 20 aprile 1986    | Enisej           |
| 7  | Aleš Holubec     | C     | 13 marzo 1984     | Nantes           |
| 8  | Filip Habr       | P     | 27 aprile 1988    | České Budějovice |
| 9  | Pavel Bartoš     | P     | 20 aprile 1994    | Zlín             |
| 10 | Michal Finger    | O     | 2 settembre 1993  | ČZU Praha        |
| 11 | Martin Kryštof   | L     | 11 ottobre 1982   | Charlottenburg   |
| 12 | David Juračka    | L     | 27 maggio 1989    | Příbram          |
| 13 | Kamil Baránek    | S     | 2 maggio 1983     | Tours            |
| 14 | Adam Bartoš      | S     | 27 aprile 1992    | Zlín             |
| 16 | Tomáš Široký     | C     | 26 ottobre 1982   | Ostrava          |
| 17 | Jan Kuliha       | S     | 24 maggio 1990    | České Budějovice |
| 18 | Michal Kriško    | O     | 23 novembre 1988  | České Budějovice |
| 19 | Petr Michálek    | S     | 19 agosto 1989    | České Budějovice |
| 20 | Vladimír Sobotka | C     | 7 maggio 1985     | České Budějovice |
| 21 | Marek Beer       | C     | 24 maggio 1988    | Dukla Liberec    |
| 22 | Václav Kopáček   | L     | 21 ottobre 1982   | Dukla Liberec    |

## Gruppo 3

### Cina
| N° | Nome           | Ruolo | Data di nascita   | Squadra  |
| -- | -------------- | ----- | ----------------- | -------- |
| -  | Zhou Jianan    | All.  | 17 aprile 1964    | -        |
| 1  | Bian Hongmin   | C     | 22 settembre 1989 | Zhejiang |
| 3  | Yuan Zhi       | S     | 29 settembre 1981 | Liaoning |
| 4  | Zhang Chen     | S     | 28 giugno 1985    | Jiangsu  |
| 6  | Liang Chunlong | C     | 25 marzo 1988     | Liaoning |
| 7  | Zhong Weijun   | S     | 20 aprile 1989    | Bayi     |
| 8  | Cui Jianjun    | S     | 1º agosto 1985    | Henan    |
| 9  | Jiao Shuai     | P     | 28 gennaio 1984   | Henan    |
| 11 | Geng Xin       | C     | 15 novembre 1989  | Shandong |
| 13 | Kou Zhichao    | O     | 26 giugno 1989    | Shandong |
| 15 | Li Runming     | P     | 1º marzo 1990     | Shandong |
| 17 | Chu Hui        | L     | 11 febbraio 1981  | Beijing  |
| 18 | Ji Daoshuai    | S     | 7 febbraio 1992   | Shandong |

### Cuba
| N° | Nome             | Ruolo | Data di nascita  | Squadra          |
| -- | ---------------- | ----- | ---------------- | ---------------- |
| -  | Rodolfo Sánchez  | All.  | 27 maggio 1969   | -                |
| 1  | Yosvani González | P     | 18 aprile 1988   | Ciudad Habana    |
| 4  | Javier Jiménez   | S     | 16 novembre 1989 | Matanzas         |
| 5  | Leandro Macías   | P     | 13 febbraio 1990 | Santiago de Cuba |
| 6  | Keibel Gutiérrez | L     | 6 maggio 1987    | Villa Clara      |
| 7  | Yonder García    | L     | 26 febbraio 1993 | Ciudad Habana    |
| 8  | Rolando Cepeda   | O     | 13 marzo 1989    | Sancti Spíritus  |
| 9  | Liván Osoria     | C     | 5 febbraio 1994  | Santiago de Cuba |
| 12 | Abrahan Alfonso  | S     | 23 febbraio 1995 | Ciudad Habana    |
| 13 | David Fiel       | C     | 28 agosto 1993   | Ciudad Habana    |
| 15 | Dariel Albo      | O     | 11 febbraio 1992 | Ciudad Habana    |
| 16 | Isbel Mesa       | C     | 2 giugno 1989    | Ciudad Habana    |
| 18 | Denny Hernández  | S     | 24 febbraio 1994 | Pinar del Río    |
| 20 | Osmany Uriarte   | S     | 4 giugno 1995    | Sancti Spíritus  |

### Messico
| N° | Nome             | Ruolo | Data di nascita   | Squadra              |
| -- | ---------------- | ----- | ----------------- | -------------------- |
| -  | Sergio Hernández | All.  | -                 | -                    |
| 1  | Jesús Valdés     | S     | 5 ottobre 1990    | Tigres UANL          |
| 2  | Daniel Vargas    | O     | 1º settembre 1986 | Pumas UNAM           |
| 3  | Marco Macías     | S     | 12 febbraio 1985  | Fonte do Bastardo    |
| 5  | Jesús Rangel     | L     | 20 settembre 1980 | Tigres UANL          |
| 7  | Jorge Quiñones   | S     | 13 novembre 1981  | Guanajuato           |
| 10 | Pedro Rangel     | P     | 16 settembre 1988 | Moerser              |
| 11 | Jorge Barajas    | P     | 7 maggio 1991     | Colima               |
| 13 | Samuel Córdova   | C     | 13 marzo 1989     | Tigres UANL          |
| 14 | Tomás Aguilera   | C     | 15 novembre 1988  | Tigres UANL          |
| 15 | Martín Petris    | C     | 23 luglio 1990    | Halcones DF          |
| 17 | Néstor Orellana  | O     | 7 gennaio 1992    | Tigres UANL          |
| 22 | Gonzalo Ruiz     | S     | 28 aprile 1988    | Ferrocarrileros IMSS |

### Porto Rico
| N° | Nome             | Ruolo | Data di nascita | Squadra                  |
| -- | ---------------- | ----- | --------------- | ------------------------ |
| -  | David Alemán     | All.  | -               | -                        |
| 1  | José Rivera      | S     | 2 luglio 1977   | Gigantes de Carolina     |
| 2  | Edgardo Goás     | P     | 27 gennaio 1989 | Budaŭnik Minsk           |
| 3  | Juan Figueroa    | S     | 6 marzo 1986    | Caribes de San Sebastián |
| 4  | Dennis Del Valle | L     | 27 gennaio 1989 | Mets de Guaynabo         |
| 5  | Roberto Muñiz    | C     | 11 giugno 1980  | Capitanes de Arecibo     |
| 6  | Ángel Pérez      | P     | 20 maggio 1982  | Tirol                    |
| 10 | Ezequiel Cruz    | S     | 15 luglio 1986  | Plataneros de Corozal    |
| 11 | Maurice Torres   | O     | 6 luglio 1991   | Montpellier              |
| 12 | Héctor Soto      | O     | 20 giugno 1978  | Capitanes de Arecibo     |
| 14 | Mannix Román     | C     | 17 gennaio 1983 | Mets de Guaynabo         |
| 15 | Pablo Guzmán     | S     | 2 giugno 1987   | Roeselare                |
| 16 | Jackson Rivera   | S     | 19 agosto 1987  | Mets de Guaynabo         |
| 17 | Pedrito Sierra   | C     | 21 luglio 1989  | Gigantes de Carolina     |
| 20 | Fernando Morales | P     | 4 febbraio 1982 | Enisej                   |

### Slovacchia
| N° | Nome             | Ruolo | Data di nascita   | Squadra                 |
| -- | ---------------- | ----- | ----------------- | ----------------------- |
| -  | Flavio Gulinelli | All.  | 14 giugno 1958    | Ural                    |
| 1  | Milan Bencz      | O     | 5 settembre 1987  | Powervolley Milano      |
| 2  | Tomáš Kriško     | S     | 19 dicembre 1988  | Spartak Myjava          |
| 3  | Emanuel Kohút    | C     | 21 luglio 1982    | Piemonte                |
| 4  | Martin Repák     | P     | 31 marzo 1981     | Saint-Nazaire           |
| 5  | Matej Kubš       | L     | 26 maggio 1988    | Team Bratislava         |
| 6  | Martin Vlk       | S     | 9 luglio 1984     | Bielsko-Bialskie        |
| 8  | Michal Červeň    | C     | 16 dicembre 1977  | Gazélec Ajaccio         |
| 11 | Peter Janúšek    | S     | 25 aprile 1983    | Foinikas Syro           |
| 12 | Matej Paták      | S     | 8 giugno 1990     | Beauvais                |
| 14 | Šimon Krajčovič  | C     | 28 giugno 1996    | Trenčín                 |
| 15 | Juraj Zaťko      | P     | 5 giugno 1987     | Politechnika Warszawska |
| 18 | Luboš Kostoláni  | O     | 28 novembre 1990  | Zlín                    |
| 19 | Michal Hruška    | C     | 13 marzo 1987     | Aich/Dob                |
| 22 | Filip Palgut     | P     | 23 settembre 1991 | Mitteldeutschland       |

### Spagna
| N° | Nome                 | Ruolo | Data di nascita  | Squadra          |
| -- | -------------------- | ----- | ---------------- | ---------------- |
| -  | Fernando Muñoz       | All.  | 27 luglio 1970   | Ziraat Bankası   |
| 1  | Guillermo Hernán     | P     | 25 luglio 1982   | Paris            |
| 2  | Ángel Trinidad       | P     | 27 marzo 1993    | Callipo          |
| 4  | Manuel Sevillano     | S     | 2 luglio 1981    | Saint-Nazaire    |
| 5  | Alejandro Vigil      | C     | 11 febbraio 1993 | Milano           |
| 8  | Marc Altayó          | C     | 17 maggio 1986   | Teruel           |
| 9  | Daniel Rocamora      | O     | 27 maggio 1988   | Almería          |
| 10 | Jorge Fernández      | C     | 4 maggio 1989    | Nantes           |
| 11 | Juan Manuel González | S     | 11 gennaio 1994  | BluVolley Verona |
| 12 | Gerard Osorio        | O     | 29 marzo 1993    | ASUL Lyon        |
| 14 | Miquel Ángel Fornés  | C     | 6 settembre 1993 | Molfetta         |
| 17 | Francisco Ruiz       | L     | 7 giugno 1991    | Esquimo          |
| 20 | Carlos Jiménez       | S     | 12 agosto 1995   | Palencia         |

### Tunisia
| N° | Nome                 | Ruolo | Data di nascita   | Squadra              |
| -- | -------------------- | ----- | ----------------- | -------------------- |
| -  | Fethi Mkaouar        | All.  | -                 | -                    |
| 2  | Ahmed Kadhi          | C     | 19 aprile 1989    | Étoile du Sahel      |
| 3  | Marouane M'Rabet     | P     | 5 giugno 1985     | Étoile du Sahel      |
| 5  | Samir Sellami        | P     | 13 luglio 1977    | Sfaxien              |
| 6  | Mohamed Ben Othmen   | S     | 12 maggio 1991    | Olympique de Kélibia |
| 7  | Elyes Karamosli      | S     | 22 agosto 1989    | Espérance de Tunis   |
| 10 | Hamza Nagga          | O     | 29 maggio 1990    | Étoile du Sahel      |
| 11 | Ismail Moalla        | S     | 30 gennaio 1990   | Sfaxien              |
| 12 | Anouer Taouerghi     | L     | 17 agosto 1983    | Sfaxien              |
| 15 | Hichem Kaabi         | O     | 13 settembre 1986 | Espérance de Tunis   |
| 17 | Mohamed Ben Abdallah | O     | 3 gennaio 1991    | Sfaxien              |
| 18 | Mohamed Ayech        | C     | 31 marzo 1991     | Étoile du Sahel      |
| 20 | Omar Agrebi          | C     | 26 agosto 1992    | Sfaxien              |

### Turchia
| N° | Nome              | Ruolo | Data di nascita  | Squadra        |
| -- | ----------------- | ----- | ---------------- | -------------- |
| -  | Emanuele Zanini   | All.  | 15 aprile 1965   | Beauvais       |
| 1  | Mustafa Koç       | C     | 23 febbraio 1992 | Arkas          |
| 2  | Turgay Doğan      | S     | 14 febbraio 1984 | Fenerbahçe     |
| 3  | Arslan Ekşi       | P     | 17 luglio 1985   | Fenerbahçe     |
| 4  | Metin Toy         | O     | 3 maggio 1994    | Fenerbahçe     |
| 5  | Hasan Yeşilbudak  | L     | 11 gennaio 1984  | Arkas          |
| 7  | Burak Güngör      | S     | 28 luglio 1993   | Ziraat Bankası |
| 9  | Caner Çiçekoğlu   | P     | 11 maggio 1985   | Konak          |
| 10 | Emre Batur        | C     | 21 aprile 1988   | Halkbank       |
| 11 | Yiğit Gülmezoğlu  | P     | 28 dicembre 1995 | Arkas          |
| 12 | Tomislav Čošković | O     | 22 aprile 1979   | İstanbul BB    |
| 13 | Emin Gök          | C     | 15 febbraio 1988 | Fenerbahçe     |
| 14 | Faik Güneş        | C     | 27 maggio 1993   | Spor Toto      |
| 18 | Ufuk Minici       | O     | 20 gennaio 1991  | Arkas          |
| 19 | Burak Mert        | L     | 23 ottobre 1990  | İstanbul BB    |
| 21 | Yasin Aydın       | S     | 11 luglio 1995   | Galatasaray    |